# Gerard Sandifort
Gerard Sandifort, né le 31 janvier 1779 à Leiden et mort le 11 mai 1848 dans la même ville, est un anatomiste néerlandais. Son père est Eduard Sandifort, professeur de médecine clinique et d'anatomie. À l'âge de treize ans, il aide déjà son père à réaliser des spécimens anatomiques. Il est devenu un taxidermiste et un dessinateur anatomique qualifié. En 1793, il commence des études de médecine à l'Université de Leiden, où il est l'un des étudiants de Sebald Justinus Brugmans.
À l'âge de dix-huit ans, il devient membre de la société des artistes de Tweede Rang (pratique du dessin, de la peinture et de la gravure) de la Société des Beschouwende en Werkdaadige Wis-, Bouw-, Natuur- en Tekenkunde (architecture, mathématiques, physique et dessin). Après deux ans, il rejoint la société de peinture et de dessin Ars Aemula Naturae, qui existe encore aujourd'hui. Il y est actif pendant cinq décennies en tant que membre du conseil d'administration et professeur d'anatomie pour les artistes visuels. Il a mis sur pied un cours intitulé Anatomie pour les artistes visuels (1815) dans lequel il a combiné ses connaissances et ses théories sur l'anatomie et l'art. Ce cours est conservé sous forme manuscrite après sa mort en 1848.
Le 31 janvier 1801, à l'âge de 22 ans, il reçoit le titre de docteur honoris causa en médecine. Le 2 février 1801, il est nommé professeur extraordinaire d'anatomie à l'Université de Leiden. En 1812, il est alors nommé professeur titulaire d'anatomie, de médecine et de chirurgie. Il reste professeur jusqu'à sa mort en 1848. Il poursuit le travail de son père, qui décrit la collection de préparations anatomiques de l'hôpital universitaire de Leyde. Celui-ci devint un catalogue en quatre parties, paru entre 1793 et 1835 sous le titre Museum Anatomicum Lugduni Batavae.
Après la mort inattendue de Sebald Justinus Brugmans le 22 juillet 1819, Gérard Sandifort est nommé directeur par intérim de l'Hortus botanicus Leiden, où il donne également des cours de botanique. Il continue à exercer cette fonction pendant plus de trois ans et demi jusqu'à ce que le 9 mai 1823, Caspar Georg Carl Reinwardt, arrivé des Indes néerlandaises, prenne ses fonctions. Les contributions de Sandifort à l'hortus comprennent la publication d'Elenchus plantarum quae in horto Lugduno-Batavo coluntur, un catalogue dans lequel il décrit les 5 081 plantes qui poussaient dans l'hortus au cours de sa période.
En 1819, Sandifort est nommé membre de l'Institut royal des sciences, des lettres et des beaux-arts.